# Пратапсінгх
Пратапсінгх — магараджа Тханджавура. Виборов владу у свого попередника як законний спадкоємець престолу — був сином магараджі Туккоджі. На початку його правління у державі тривав період анархії. Втім магараджа зумів повернути владу до своїх рук.